# Nathalie Hug
Pour les articles homonymes, voir Hug.
Nathalie Hug, née à Nancy le 13 janvier 1970, est une écrivaine, auteure de polar et scénariste française.

## Biographie
Nathalie Hug est née à Nancy. Après quinze ans passés dans l'industrie pharmaceutique, où elle exerce plusieurs fonctions, de la formation des réseaux de visiteurs médicaux à la direction régionale, elle décide de se consacrer à sa première passion, l'écriture, auprès de son mari, Jérôme Camut, l'auteur de Malhorne. Depuis 2004, ils publient des thrillers et des romans d'anticipation. Quand elle écrit seule, Nathalie Hug se tourne plutôt vers le roman contemporain ou historique. Son premier ouvrage en solo paraît en 2011. Ensemble, les Camhug, comme on les appelle, ont écrit plus de quinze romans, dont le premier, Prédation, est en cours d'adaptation.

## Œuvres

### Romans

#### Écrits en solo
- L'Enfant-rien, Calmann-Lévy, 2011  (ISBN 9782702141670)
- La Demoiselle des tic-tac, éditions Calmann-Lévy, 2012  (ISBN 9782702142974)
- 1, rue des petits-pas, éditions Calmann-Lévy, 2014  (ISBN 9782702144947)
- Comme un enchantement, éditions Calmann-Lévy, 2020  (ISBN 9782702158715)
- Là où se cachent les âmes sœurs, éditions Calmann-Lévy, 2023  (ISBN 9782702187531)

### Les Voies de l'ombre
Cette série est écrite en collaboration avec Jérôme Camut.
1. Prédation, Télémaque, 2006  (ISBN 2753300356)
2. Stigmate, Télémaque, 2007  (ISBN 2753300429)
3. Instinct, Télémaque, 2008  (ISBN 2753300712)
4. Rémanence, Télémaque, 2010  (ISBN 2753301204)

### SérieW3
Cette série est écrite en collaboration avec Jérôme Camut.
1. Le Sourire des pendus, Télémaque, 2013  (ISBN 2753301832)
2. Le Mal par le mal, Télémaque, 2015  (ISBN 978-2753302457)
3. Le Calice jusqu'à la lie, Télémaque, 2016  (ISBN 2753302847)
4. Ilya Kalinine, Le Livre de poche, 2017  (ISBN 978-2253085898)

### Romans
- Les Éveillés, Calmann-Lévy, 2008  (ISBN 2702138993)Écrit avec Jérôme Camut.
- 3 fois plus loin, Calmann-Lévy, 2009  (ISBN 2702139906)Écrit avec Jérôme Camut.
- Les Yeux d'Harry, Calmann-Lévy, 2010  (ISBN 2702140815)Écrit avec Jérôme Camut.
- Les Murs de sang, Calmann-Lévy, 2011  (ISBN 2702141897)Écrit avec Jérôme Camut.
- Islanova, Fleuve Noir, 2017  (ISBN 9782265116405)Écrit avec Jérôme Camut.
- Et le mal viendra, Pocket, 2020  (ISBN 9782266306645)Écrit avec Jérôme Camut.
- Nos âmes au diable, Pocket, 2023Écrit avec Jérôme Camut.
- Loin de la fureur du monde, Fleuve Noir, 2024  (ISBN 9782265156081)Écrit avec Jérôme Camut.

### Nouvelles
- Fantasy 2006 : « EspylaCopa », Bragelonne, 2006  (ISBN 2915549656)Écrit avec Jérôme Camut.
- Crimes au musée : « Renaissance », Belfond, 2006  (ISBN 9782714476258)[2]
- Ecouter le Noir: " Archéomnésis", Belfond, 2019 coécrit avec Jérôme Camut

### Collectif
- L’Enfance, c’est… / par 120 auteurs ; textes illustrés par Jack Koch ; préf. Aurélie Valognes. Paris : Le Livre de poche, novembre 2020.  (ISBN 978-2-253-08202-6)
- L'amour, c'est... ; textes illustrés par Jack Koch
- La terre, c'est... ; textes illustrés par Jack Koch

### Création série télé
- Murder Club 2024 - Atlantique Productions - cocréation avec Jérôme Camut. Série sélectionnée en compétition au Festival Séries Mania 2024. Diffusion M6, 2024

### Scénarios
- Le Jour où j'ai brûlé mon cœur (2018), co-scénariste avec Alexandra Julhiet, Anne Rambach et Marine Rambach[3] (Prix média ENFANCE majuscule 2019 Catégorie Fiction)
- Capitaine Marleau S04E06 : le prix à payer (2022), co-scénariste avec Alain Minier et Sophie Glass.

## Récompenses et prix littéraires
- En solo:

1. Prix Griffe Noire 2013  pour l'ensemble de l'oeuvre
2. Prix des Bibliothèques pour tous 2013, 1 rue des Petits-Pas, ed.Calmann-Levy et le Livre de Poche
3. Prix de la médiathèque de Bar sur Aube 2013, 1 rue des Petits-Pas
4. Finaliste Goncourt Lorrain 2012, la Demoiselle des Tic-Tac, ed.Calmann-Levy et le livre de Poche
5. Finaliste prix du Premier Roman Carrefour 2010, l'Enfant-rien, ed.Calmann-Levy et le Livre de Poche

- Avec Jérôme Camut

1. Prix du festival sans nom 2022, Nos âmes au diable , ed. Fleuve Noir
2. Prix du festival sans nom 2019, Et le mal viendra , ed. Fleuve Noir
3. Prix Ouest 2018, Printemps du livre de Montaigu, Islanova ed. Fleuve Noir
4. Prix des lecteurs du Livre de poche 2014, W3, le sourire des pendus, ed. Télémaque et le Livre de Poche
5. Prix des lecteurs du salon du livre féminin 2011, les Murs de sang, ed. Calmann-Levy et le Livre de Poche
6. Finaliste du prix polar Michel-Lebrun 2006 Prédation, ed. Télémaque et le Livre de Poche